# Monastero di Amaras
Amaras è un monastero situato nel distretto di Xocavənd, in Azerbaigian, e precedentemente in repubblica dell'Artsakh.

## Storia
Amaras è considerato uno dei più antichi siti cristiani. Infatti, secondo Fausto di Bisanzio storiografo armeno del V secolo, San Gregorio l'Illuminatore fondò all'inizio del IV secolo una chiesa che sarebbe diventata il Monastero di Amaras.
All'inizio del V secolo, presumibilmente nel 406, Mesrop Mashtots (361-440), l'inventore dell'alfabeto armeno, fondò ad Amaras la prima scuola che usò il suo alfabeto.
Nel corso dei secoli il monastero fu saccheggiato e distrutto numerose volte anche perché edificato in una zona pianeggiante priva di difese naturali: dai Persiani nel V secolo allorché gli armeni combatterono per la libertà di culto, nel IX secolo dagli Arabi,  nel XIII secolo dai Mongoli e subì gravissimi danni nel 1387 durante l'invasione di Tamerlano. Gli edifici attuali risalgono al XVII e XIX secolo.
Per molti secoli fu la sede del Catholikosato di Aghvank.
Amaras è il luogo di sepoltura del nipote di San Gregorio l'Illuminatore, San Grigoris, Catholicos della chiesa d'Albània e martire. La sua tomba si trova sotto l'abside della chiesa del XIX secolo.

## Architettura
L'impianto attuale del complesso è piuttosto semplice e differisce da quello originario che si articolava in diverse strutture sia di culto che di servizio. La chiesa di san Gregorio è stata ricostruita nel 1858 con le donazioni della comunità armena di Shushi. Si tratta di una basilica a tre navate separate da colonne a croce (lunga 24 m per 13 di larghezza), con entrata rivolta ad ovest. Dalla parte dell'abside vi sono delle cappelle sotterranee, di forma rettangolare e copertura a volta, dalle quali si accede alla tomba di san Gregorio situata ancora più in basso.
Il tetto della chiesa è a doppia falda, appoggiato su sei pilastri.  Prima della sua ultima ricostruzione vi erano ben tre campanili costruiti uno accanto all'altro, il più grande nel mezzo. Due di questi furono danneggiati in modo irreparabile all'inizio del XIX secolo ed abbattuti.
La facciata occidentale della chiesa (dove si apre l'accesso alla stessa) è decorata con una grande croce scolpita sotto il timpano, mentre una croce più piccola orna la facciata opposta (abside).
L'intero complesso è circondato da un muro alto cinque metri, sormontato da torrette ai quattro angoli, con un'unica apertura esterna verso sud est. L'area interna misura circa 5000 m² e comprendeva un ulteriore cortile (a scopo difensivo) con una porta che conduceva direttamente alla chiesa ricalcando un'architettura che ha molti esempi in tutta l'Armenia.
Il monastero disponeva di diversi locali ausiliari e residenziali costruiti come estensioni delle pareti. Essi comprendevano le celle dei monaci e un dormitorio per i pellegrini.
Vicino l'ala sud della chiesa vi era un refettorio e una casa a due piani del Padre Superiore, rettore del monastero. Strutture ausiliarie comprendevano magazzini, un fienile e una stalla.